# دبة (تعز)
دبه هي إحدى قرى الجمهورية اليمنية. تتبع جغرافيا لمحافظة تعز وإداريًا لمديرية المسراخ. يبلغ تعداد سكانها 5297 نسمة حسب الإحصاء الذي أجري عام 2004.